# 福繪美子
福繪美子（日語：福 絵美子，舊名：福笑子，1978年3月13日—），日本女性配音員、旁白。Sigma Seven所屬。身高166cm。

## 演出作品

### 電視節目旁白
※斜體字表示說明擔任旁白至今的電視節目。
- 日本電視台
  - 世界上讓人吃驚的新聞（日语：ザ!世界仰天ニュース）
- TBS
  - U-CDTV
  - COUNT DOWN ALL HIT（日语：カウントダウンオールヒット）
  - CoCoRoTV
  - 節奏Baby
- 富士電視台
  - 27小時電視（日语：FNS27時間テレビ）
  - One-Night Rock'n Roll（日语：ワンナイR&R）
- 東京電視台
  - 無所不教！全民大學校（日语：所さんの学校では教えてくれないそこんトコロ!）
  - I LOVE DISNEY
  - 流派R
- TOKYO MX
  - 百菜亭
- BS-i
- BS JAPAN
  - LOVE×DELI
- JFN
  - Chill-out Coffee

### 電視動畫
1999年
- 迷糊女戰士
- 機械女神J to X（德次）

2000年
- 幻影死神 Boogiepop Phantom（女子A）

2004年
- 攻殻機動隊 S.A.C. 2nd GIG（女服務生）
- 琉球武士瘋雲錄（客人）
- 鋼之鍊金術師（女性）
- 風人物語（女子1）

### 電影動畫
1999年
- 少女革命 思春期默示錄

2004年
- 攻殼機動隊2 INNOCENCE

### 外語配音
※作品依英文名稱排序。
- 電腦警察Cyber Spy／公元2000（2000 AD）
- 愛人 新黃色頭髮（／Gorbiq'i@Sirmiejei）
- 重裝警察（Hit Team）
- 孤男寡女（Needing You）

## 外部連結
- Sigma Seven公式官網的聲優簡介 （页面存档备份，存于） （日語）